# Erzbischöfliches Irmgardis-Gymnasium Köln
Das Erzbischöfliche Irmgardis-Gymnasium Köln wurde 1927 als Mädchenschule in der Schillerstraße in Köln-Bayenthal gegründet; Namenspatronin der Schule ist die Heilige Irmgard von Süchteln.

## Geschichte
Augustinus Knoch, Pfarrer an St. Matthias in Köln, plante 1923 die Gründung einer höheren Mädchenschule in Köln-Bayenthal, wofür die Ordensgemeinschaft Töchter vom heiligen Kreuz bei Rees die Trägerschaft übernehmen sollte. Im Januar 1926 wurde für diesen Zweck das Offizierkasino der englischen Besatzungstruppen in der Schillerstraße 100 aufgekauft. 1926 wurde auf dem Grundstück zunächst ein Kindergarten eröffnet, 1927 wurde der Schulbetrieb mit 23 Sextanerinnen aufgenommen. Die erste Schulleiterin war Schwester Alexandra Maria. Im gleichen Jahr wurde das Nebengebäude mit der Hausnummer 102 gekauft wurde in welches die Ordensschwester im Jahr 1932 zogen. Die ersten acht Schülerinnen erhielten 1936 ihr Reifezeugnis.
Während des Zweiten Weltkriegs wurde ein Drittel der Schule zerstört. Im November 1945 wurde die Schule wiedereröffnet. Zusätzlich zu den 345 Schülerinnen der Irmgardis-Schule wurden fortan bis Oktober 1953 auch 370 Schüler des Gymnasiums Kreuzgasse in der Schillerstraße unterrichtet, da das Gymnasium Kreuzgasse im Krieg zerstört wurde.
Seit 1976 befindet sich die Schule in der Trägerschaft des Erzbistums Köln. Die Schule wurde bis 1980 von Ordensschwestern geleitet. 1983 wurde die Koedukation eingeführt und 1991 bestand der Abiturjahrgang zum letzten Male ausschließlich aus Mädchen.
Am 1. Februar 2016 folgte Jacqueline Friker als Schulleiterin ihrer Vorgängerin Angelika Ottersbach, die die Schule seit dem Jahr 2000 geleitet hatte.

## Aktivitäten
Das Irmgardis-Gymnasium veranstaltet alle zwei Jahre einen „Hungermarsch“, bei dem Geld für bedürftige Kinder in Indien oder Entwicklungsländern gesammelt wird.
Außerdem finden jedes Jahr ein deutsch-belgischer (mit Brüssel), ein deutsch-polnischer (mit Warschau), ein deutsch-chinesischer (mit Shanghai) und ein deutsch-amerikanischer Schüleraustausch statt. Überdies beteiligt sich das Gymnasium an anderen Projekten wie Business@school und den Kölner Schull- un Veedelszöch im Kölner Karneval. Neben deutschen, französischen und spanischen Kulturabenden gibt es auch Vorlese-, Rechen- und Literaturwettbewerbe.

## Personen

### Absolventen
- Bettina Rockenbach (* 1963), Ökonomin
- Claudia Kleinert (* 1969), Moderatorin
- Husch Josten (* 1969), Autorin
- Andrea Verpoorten (* 1973), CDU-Landtagsabgeordnete
- Daniel Rakete Siegel (* 1980), Filmregisseur
- Michael Fetter Nathansky (* 1993), Filmregisseur und Drehbuchautor

### Pädagogen
- Josef Zmijewski (* 1940)